# Cittadinanza statunitense

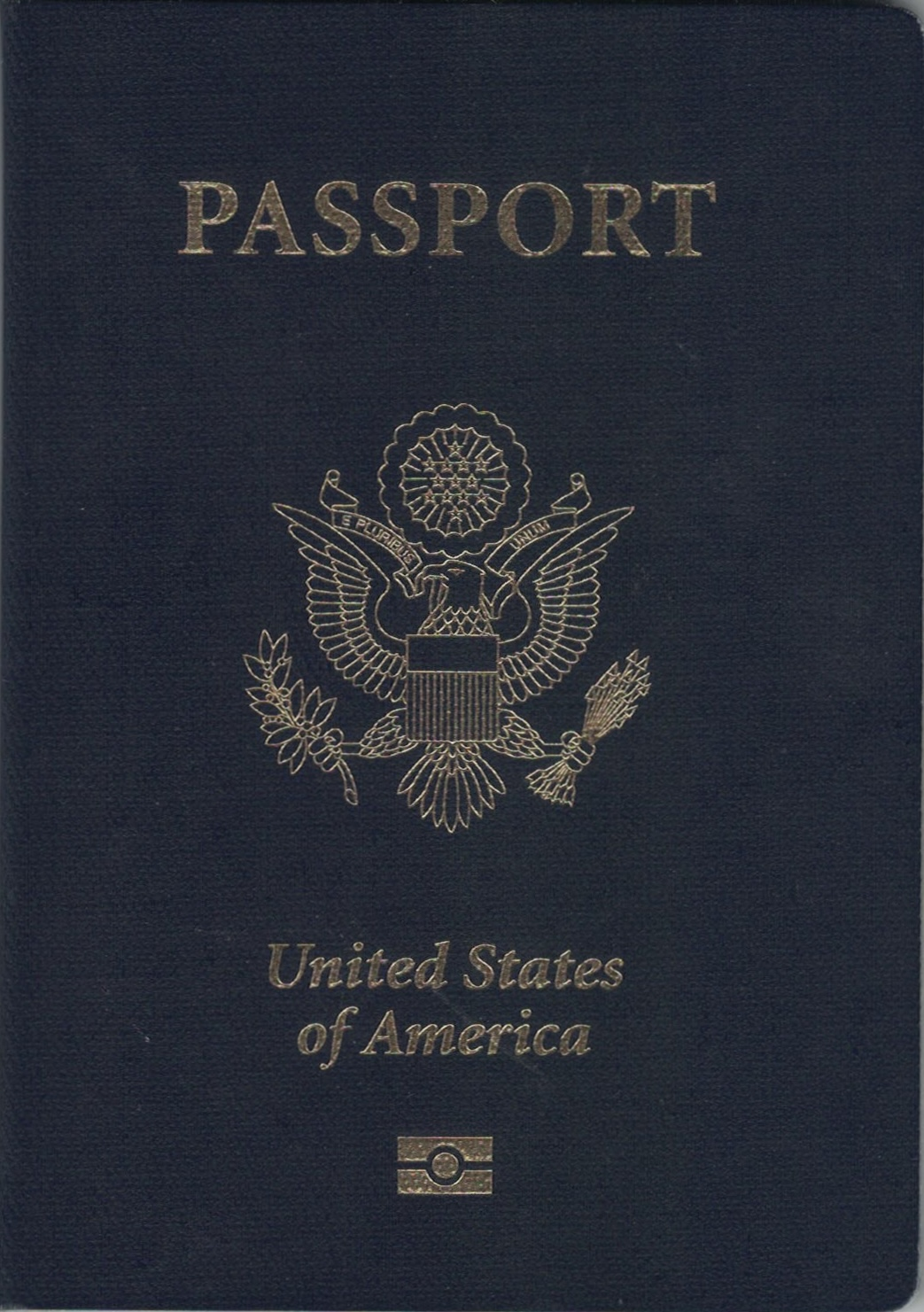
La cittadinanza statunitense conferisce il diritto a ottenere un passaporto statunitense

La cittadinanza statunitense (Citizenship of the United States) è la condizione della persona fisica alla quale gli Stati Uniti d'America riconoscono la pienezza dei diritti civili e politici.

## Caratteristiche generali
Tale condizione concerne specifici diritti, doveri, privilegi e benefici economici.
Secondo la Clausola sulla Cittadinanza, una persona diventa automaticamente cittadino statunitense:
- se nasce nel territorio degli Stati Uniti oppure se nasce in un paese straniero, ma ha uno o entrambi i genitori con cittadinanza statunitense, nel qual caso si chiama cittadinanza per nascita;
- se acquisisce dopo la nascita la cittadinanza attraverso un processo detto di naturalizzazione, di cui uno degli esempi storicamente più noti è la naturalizzazione di Albert Einstein.

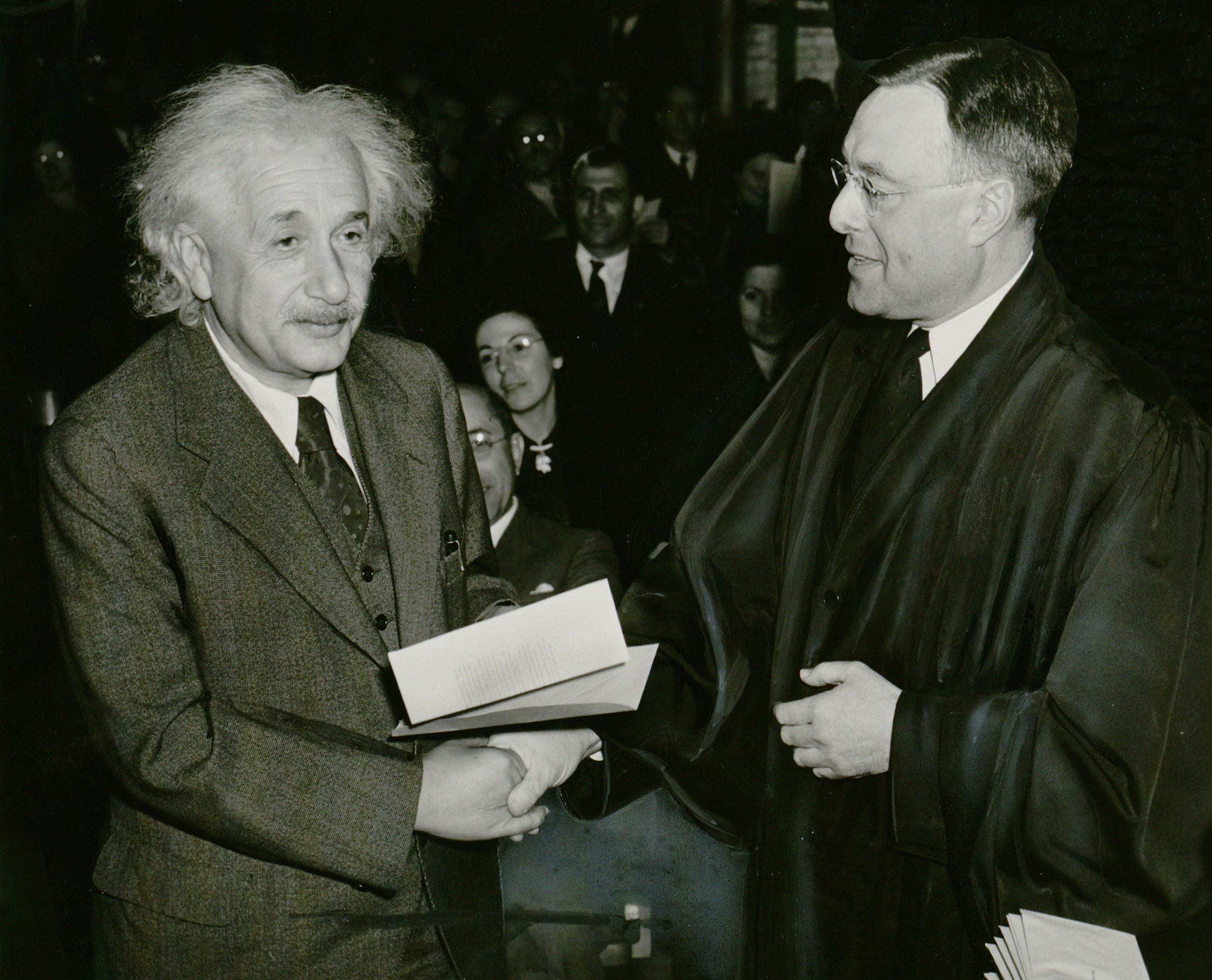
Albert Einstein riceve il certificato di cittadinanza statunitense dalle mani del giudice Phillip Forman

## Disciplina normativa
La legislazione statunitense ammette la doppia cittadinanza, anche se questa è regolata specificamente con ogni singolo Stato attraverso accordi di reciproco riconoscimento.

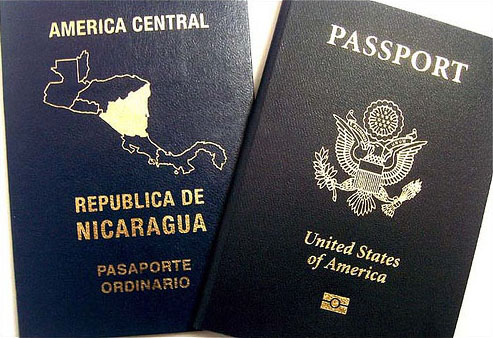
La legge statunitense ammette la doppia cittadinanza, da cui deriva il possesso di due passaporti

### Ius soli
La legge sulla cittadinanza statunitense, come in altri casi di paesi americani o ex colonie di Stati europei, prevede lo ius soli e cioè la possibilità di essere cittadini per il fatto di essere nati sul territorio dello stato.
Tale condizione risulta così importante per motivi storici (gli USA sono un paese che ha accresciuto la sua popolazione grazie alle intense migrazioni nei secoli) ed è ancora più importante se si considera che la condizione fondamentale e inderogabile per l'eleggibilità di un candidato alla presidenza degli Stati Uniti d'America è la cittadinanza statunitense per nascita.
Si è quindi aperta una discussione sull'opportunità di modificare i criteri di acquisto della cittadinanza statunitense, con l'abbandono dello ius soli in favore dello ius sanguinis, che è invece prevalente in Europa e in Asia. La modifica servirebbe ad arginare i continui flussi migratori e i tentativi di donne incinte di partorire sul territorio degli Stati Uniti in modo da avere un permesso legale di residenza a causa dell'acquisizione automatica della cittadinanza da parte del nato.